# 가스미가세키
가스미가세키(일본어: 霞が関, 霞ヶ関)는 일본 도쿄도 지요다구에 위치한 관청가 지역을 가리키는 지명이다.

## 역사

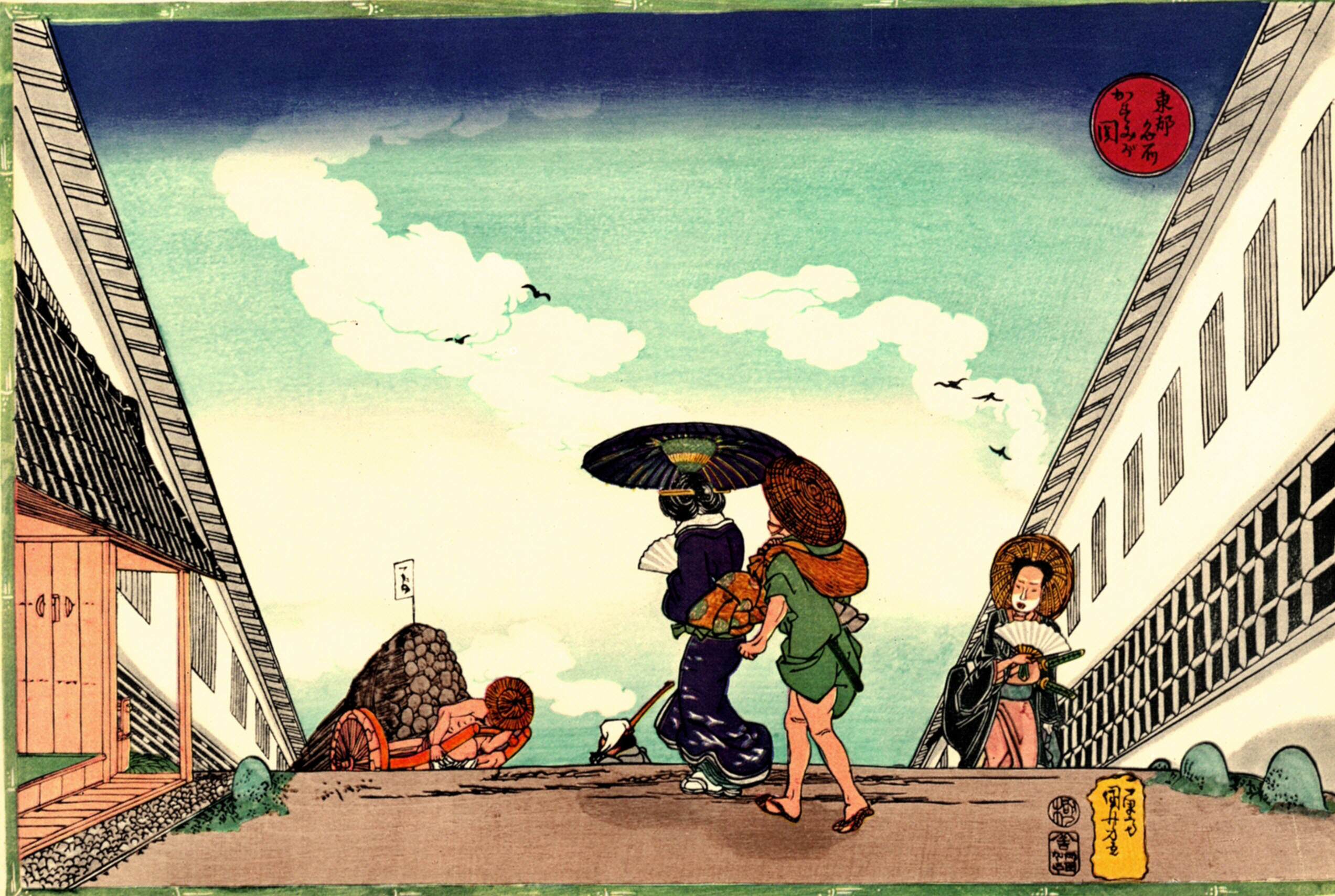
우타가와 구니요시의 우키요에

오슈카이도의 관문 역할을 하며, 중세부터 간토의 명소로 널리 알려져 있었다. 하지만 지금의 가스미가세키와 동일한 지역을 가리키는지는 이론이 있어 확실한 것은 아니다.
에도 시대까지는 다이묘야시키가 늘어서 있었다. 메이지 시대의 대화재로 인하여 지역이 전소되자, 이 지역에 외무성이나 해군성 등이 세워진 것을 계기로 많은 행정기관이 집적되면서 계획적인 정비가 진행되어 지금과 같은 관청가의 면모를 갖추게 되었다. 정식으로는 중앙관아지구(中央官衙地区) 또는 가스미가세키 1단지의 관공청 시설이라고도 불렸다.
이러한 과정을 통해 ‘가스미가세키’는 ‘일본의 중앙관계(中央官界)’의 대명사로 자리잡게 되었다. 또한 그중에서도 가장 오래부터 위치한 ‘외무성’의 ‘관저(官邸) 외교’의 대명사로 ‘가스미가세키 외교’처럼 이용되기도 한다.
1968년에는 일본 최초의 초고층 오피스 빌딩인 가스미가세키 빌딩이 완성되었다.

## 주요 시설 및 기관

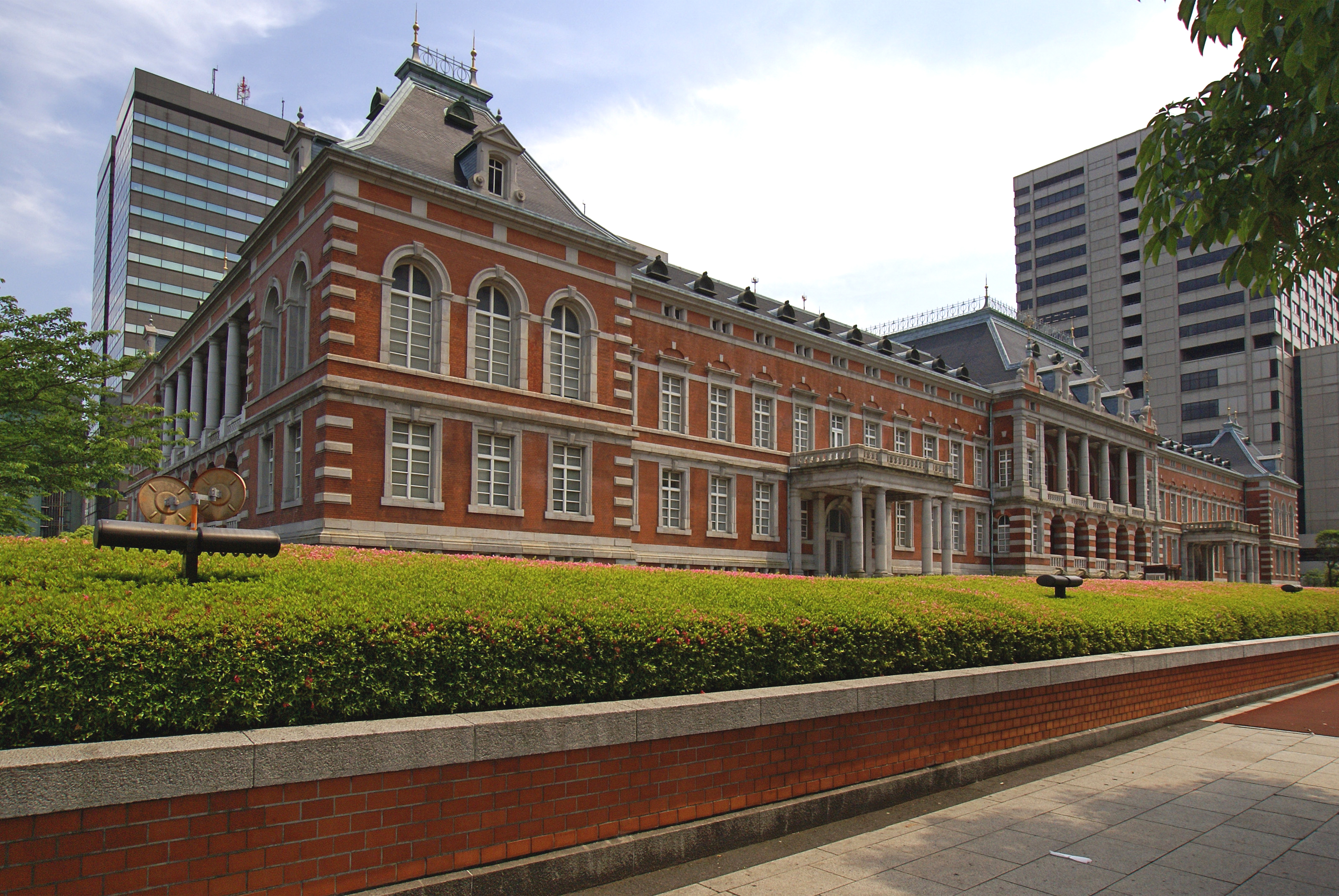
법무성 구 본관

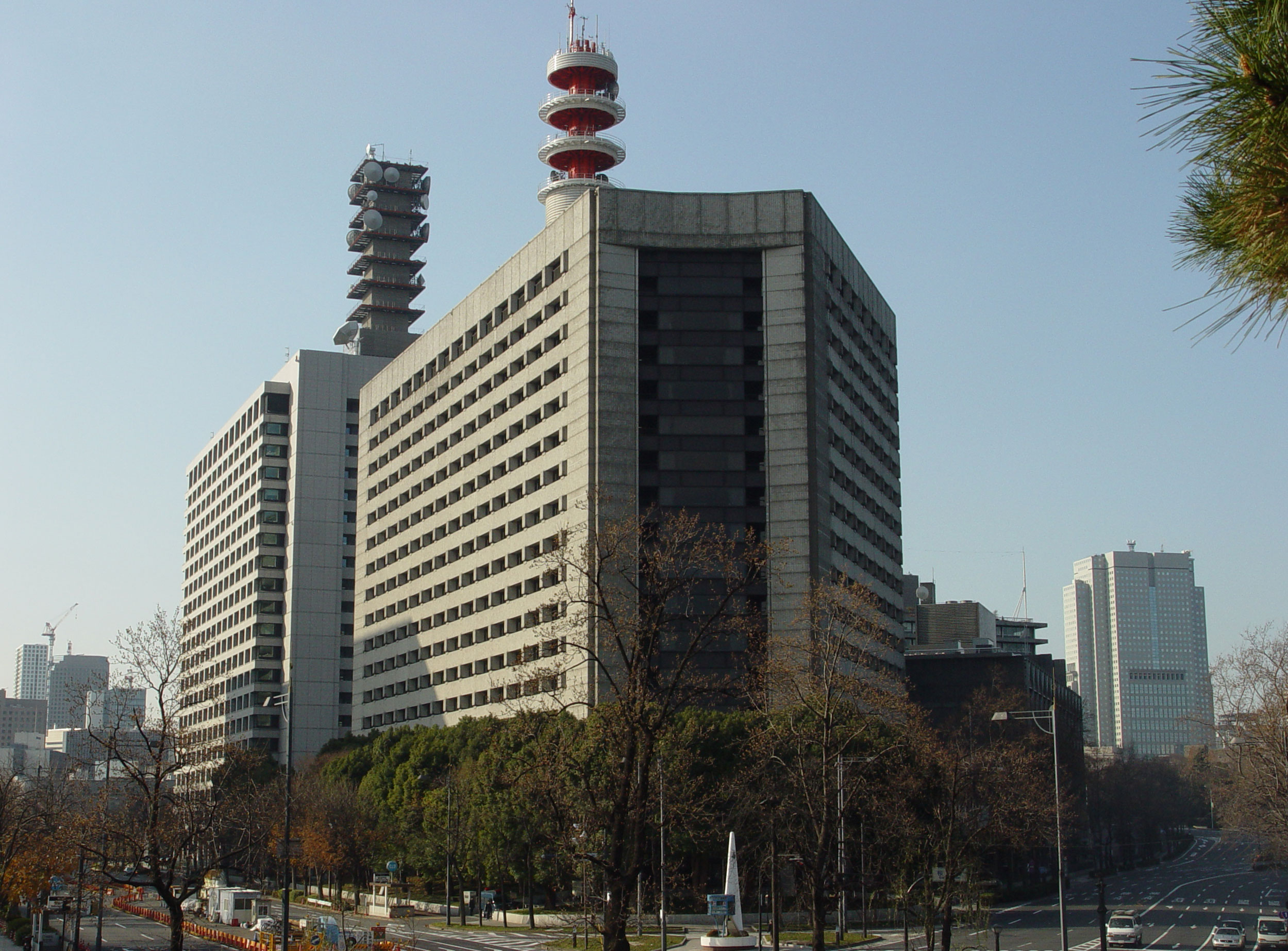
경시청 본청사

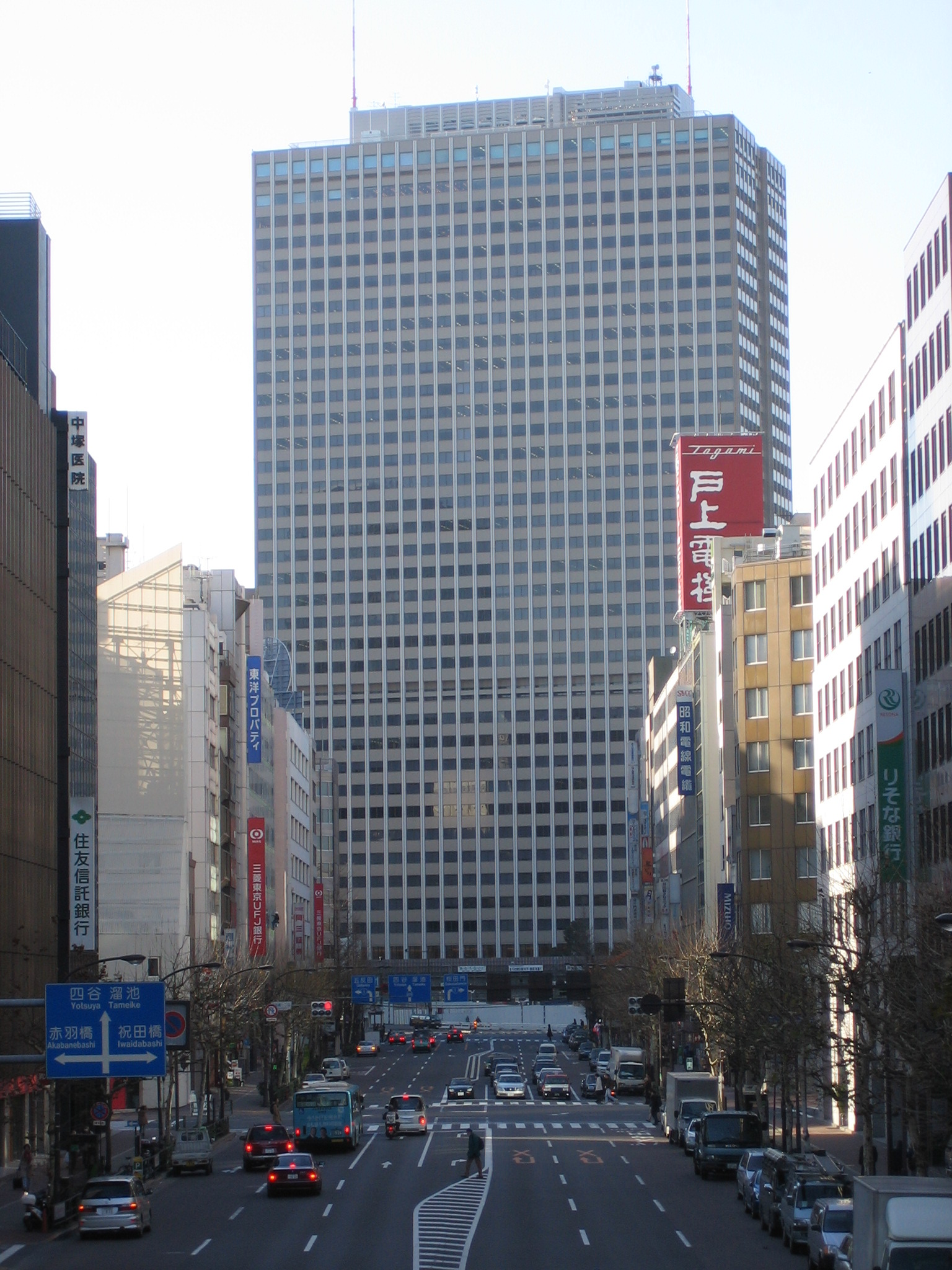
가스미가세키 빌딩

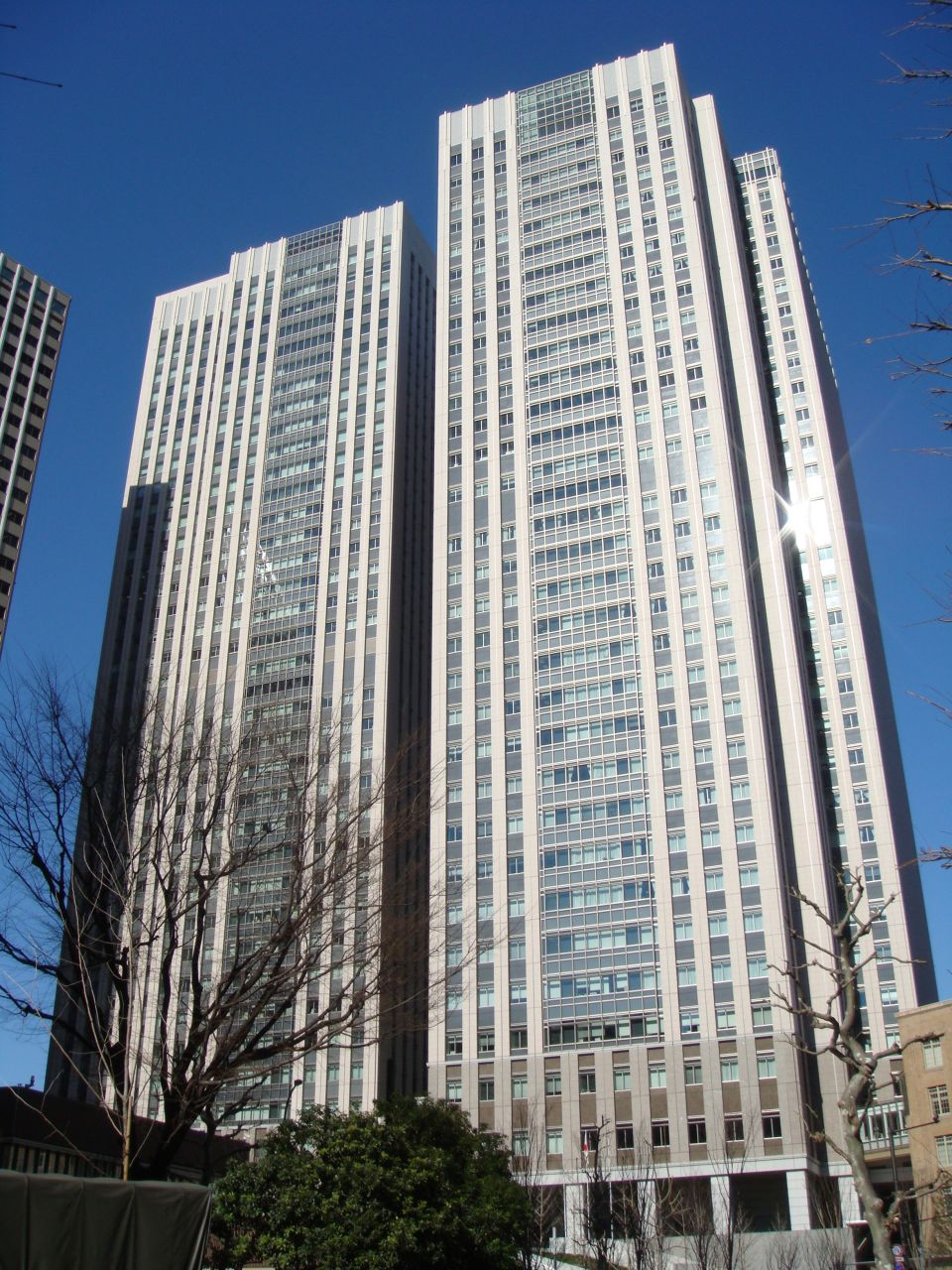
가스미가세키 커먼게이트

### 가스미가세키 1초메(一丁目)
- 중앙합동청사 제1호관 … 농림수산성
- 중앙합동청사 제5호관 … 일본 후생노동성, 일본 환경성
- 중앙합동청사 제6호관
  - A동 … 법무성, 최고검찰청, 도쿄 고등검찰청, 도쿄 지방검찰청(교통부 제외), 공안심사위원회, 공안조사청
  - B동 … 공정거래위원회, 도쿄 지방검찰청(교통부), 도쿄 구 검찰청
  - C동 … 도쿄 가정재판소, 도쿄 간이재판소(민사)
  - 적연와동 … 법무성 구 본관（중요문화재）
- 재판소 합동청사 … 도쿄 고등재판소, 지적재산 고등재판소, 도쿄 지방재판소, 도쿄 간이재판소(형사), 제1·제2검찰심사회
- 변호사회관
- 인사원
- 경제산업성 청사 … 경제산업성, 중소기업청, 자원에너지청
- 일본우정빌딩(구 일본우정공사 본사, 구 우정사업청 청사, 구 우정성 본성)

### 가스미가세키 2초메(二丁目)
- 경시청
- 중앙합동청사 제2호관 … 총무성, 국가공안위원회, 경찰청
- 중앙합동청사 제3호관 … 국토교통성, 해상보안청
- 외무성

### 가스미가세키 3초메(三丁目)
- 재무성 청사 … 재무성, 국세청
- 중앙합동청사 제4호관 … 금융청, 내각법제국
- 가스미가세키 커먼게이트
  - 동관(중앙합동청사 제7호관 관청동) … 문부과학성, 회계검사원
  - 서관(중앙합동청사 제7호관 관민동) … 금융청
  - 구 문부성 청사 … 문부과학성, 문화청
- 가스미가세키 빌딩
- 특허청
- 닛폰코아손해보험 본사
- 신 가스미가세키 빌딩 … 동일본 고속도로 본사

## 주변 교통기관

### 철도역
이하 내용은 가스미가세키의 근처에 위치한 역이다. 이러한 역 사이를 이동하는 경우, 철도보다 지상을 걷는 것이 더 빠른 경우도 있다.
- 가스미가세키 역 (마루노우치 선·히비야 선·지요다 선)
- 사쿠라다몬 역 (유라쿠초 선)
- 국회의사당앞역 (마루노우치 선·지요다 선)
- 다메이케산노 역 (긴자 선·난보쿠 선)
- 도라노몬 역 (긴자 선)
- 나가타초 역 (유라쿠초 선·한조몬 선·난보쿠 선)
- 유라쿠초역 (유라쿠초 선·야마노테 선·게이힌 도호쿠 선)
- 히비야 역 (히비야 선·지요다 선·도영 미타 선)
- 우치사이와이초 역 (도영 미타 선)

### 고속도로
- 수도고속도로 도심 환상선 가스미가세키 나들목

이 외에도 마루노우치, 긴자, 신바시도 도보로 갈 수 있는 지역에 해당한다.

## 같이 보기
- 일본의 수도
- 가스미가세키 역 (도쿄 도)
- 도쿄 지하철 사린 사건
- 대한민국 세종로